# Tazehabad (Bijar)
Tazehabad (persan : تازه آباد, également romanisé Tāzehābād, également connu comme Tāzehābād-e Pīr Tāj et Tāzehābād-e Qarālchūq) est un village iranien du District Rural Khvor Khvoreh, dans le Quartier Central de comté de Bijar,  Province du Kurdistan. Lors du recensement de 2006, sa population était de 158 habitants, dans 29 familles.